# Miguel Migs

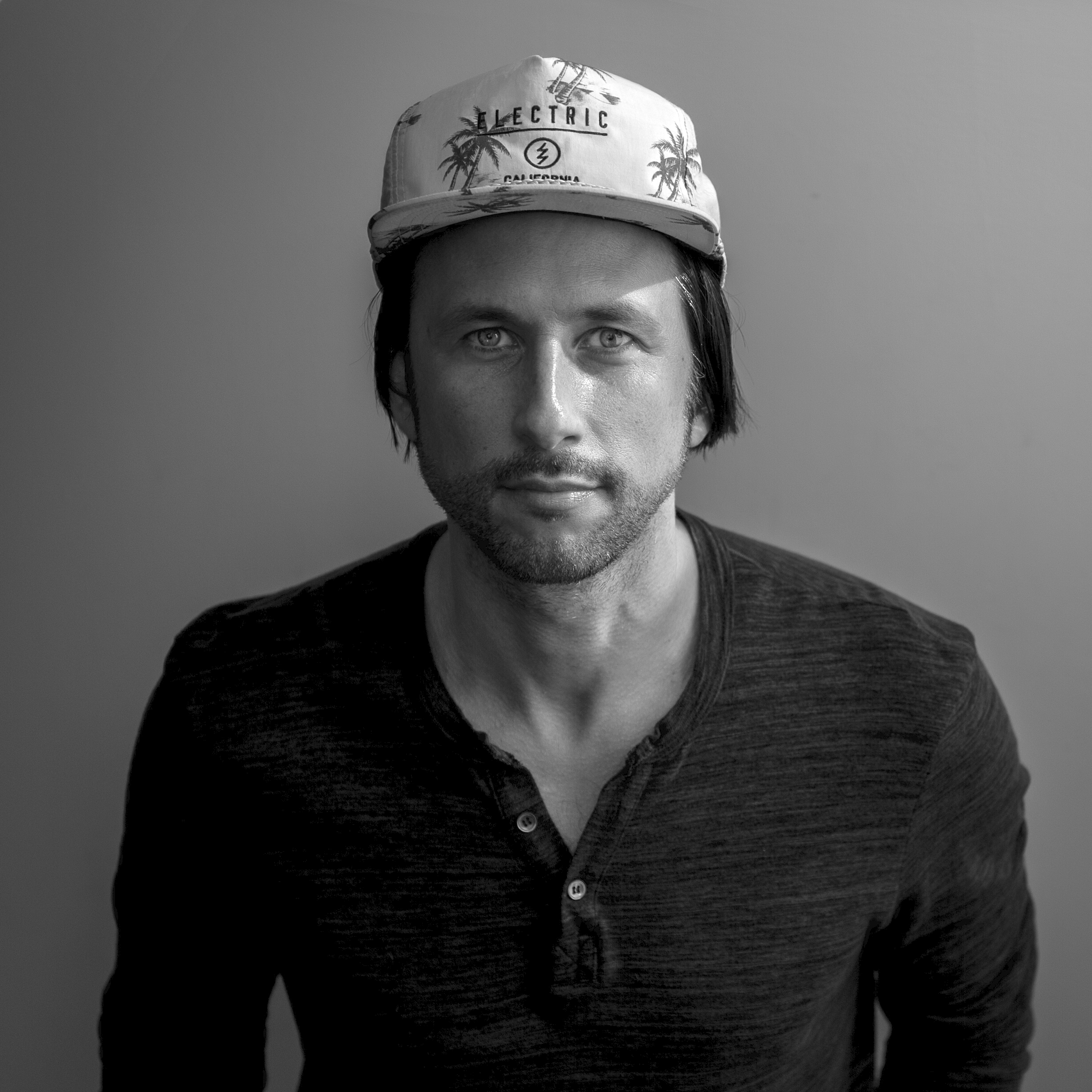
Miguel Migs 2014

Miguel Steward (* 6. Dezember 1972 in Santa Cruz, Kalifornien), besser bekannt als Miguel Migs, ist ein US-amerikanischer Deep-House-DJ und Musikproduzent. Er ist zudem Gründer von Salted Music, einem unabhängigen Plattenlabel für elektronische Tanzmusik mit Sitz in San Francisco.

## Leben und Werk

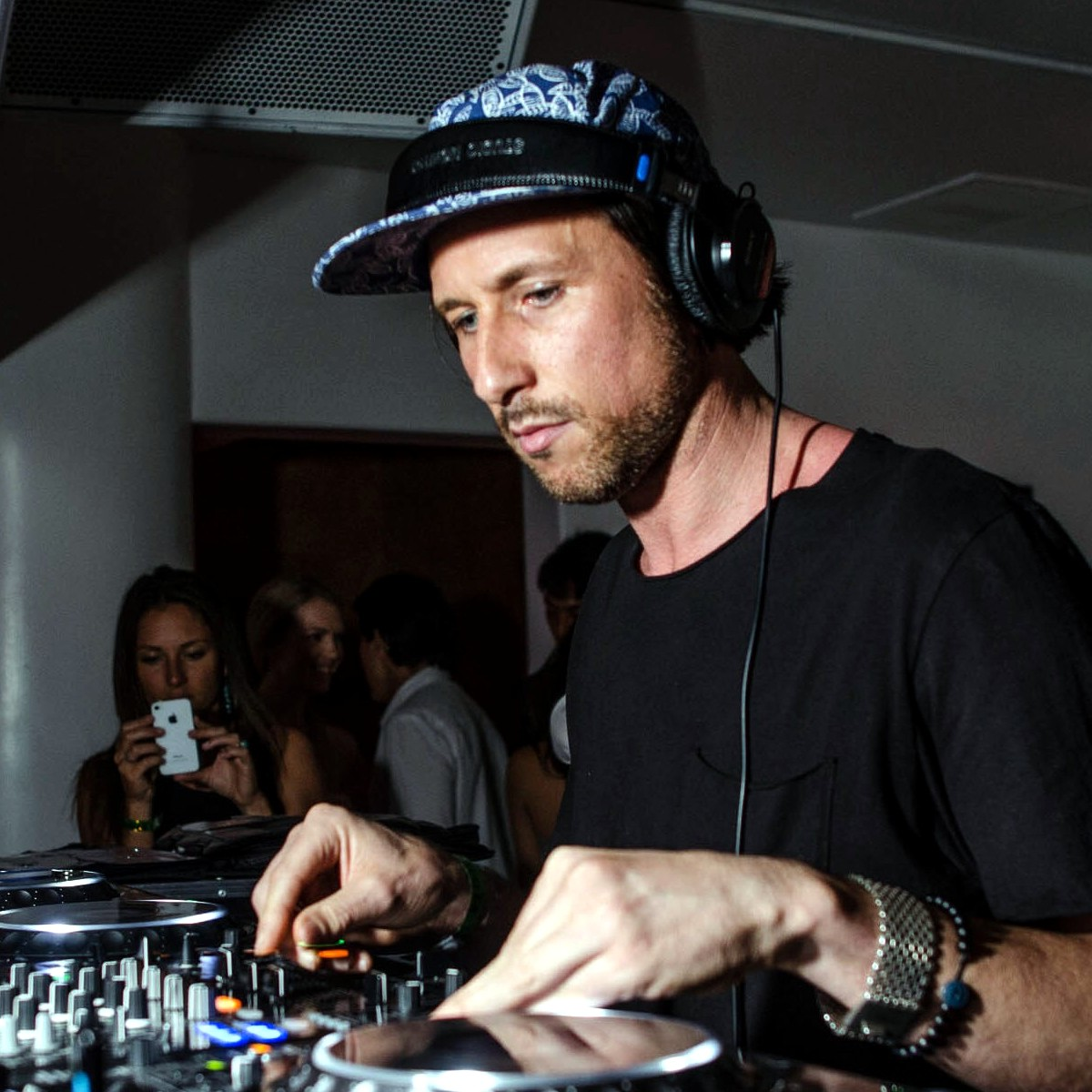
Miguel Migs bei einem Auftritt als DJ in Honolulu

Migs wuchs in Nordkalifornien mit der vielfältigen Sammlung klassischer Rock-, Blues-, Funk-, Soul- und Reggae-Platten seiner Eltern auf, die eine Inspirationsquelle für sein späteres musikalisches Schaffen waren. Migs begann seine Musikkarriere im Alter von 18 Jahren als Lead-Gitarrist und Songwriter einer lokalen Band namens Zion Sounds aus Santa Cruz. Die Band löste sich Mitte der 1990er Jahre auf. Daraufhin wandte sich Migs der Produktion elektronischer Popmusik und wurde bald zu einem der Pioniere der aufkommenden House- und Chill-Out-Szene.
In den späten 1990er und frühen 2000er Jahren veröffentlichte er mehrere Singles und Remixe unter dem Pseudonym Petalpusher. Mit seinen Originalproduktionen, Remixen und Kompilationen wurde er zu einem festen Bestandteil des Labels Naked Music. 2002 veröffentlichte er bei Naked Music Colorful You, sein erstes Album mit eigenen Kompositionen. 2005 gründete er als Nebenprojekt sein eigenes Plattenlabel Salted Music, mit dem er bis heute soulbasierte elektronische Musik verschiedenster Künstler produziert.
2007 brachte Migs auf seinem eigenen Label mit Those Things seinen zweiten Longplayer heraus, bei dem er unter anderem mit dem Hip-Hop-Musiker Sadat X und dem Reggae-Musiker Junior Reid zusammenarbeitete. 2008 gewann Migs mit Those Things bei den 7. Independent Music Awards den Preis für das beste Dance/Electronica-Album. 2010 wurde sein Plattenlabel Salted Music bei den 9. Independent Music Awards für die Auszeichnung als beste Indie-Label-Webseite nominiert.
Für sein 2011 veröffentlichtes Album Outside the Skyline kollaborierte Migs wieder mit verschiedenen Künstlern, darunter die Disco-, Postdisco- und R&B-Sängerin Evelyn King, die Bossa-Nova-Sängerin Bebel Gilberto, die Reggae-Sänger Freddie McGregor und Meshell Ndegeocello sowie die beiden Sängerinnen Aya und Lisa Shaw, mit denen er regelmäßig zusammenarbeitet. Outside the Skyline war 2012 bei den 11. Independent Music Awards für die Auszeichnung als bestes Dance/Electronica-Album nominiert. 2014 und 2021 folgten weitere Alben von Migs.
Miguel hat bis heute über 100 Remixe produziert, darunter auch zahlreiche Werke für eine Reihe von Mainstream-Künstlern wie Britney Spears, Macy Gray, Jamiroquai und Lionel Richie. In seine Neuabmischungen lässt er eine breite Palette von Stilen einfließen, die über das Genre des Deep House hinausreichen. Daneben ist er auch als DJ tätig und tritt regelmäßig in Los Angeles, San Francisco und Miami auf. Er war als DJ auch schon in Südostasien, Australien und Europa unterwegs.

## Diskografie

### Alben
- 2002: Colorful You (Naked Music)
- 2007: Those Things (Salted Music)
- 2008: Those Things Remixed (Salted Music)
- 2011: Outside The Skyline (Om Records)
- 2014: Dim Division (Soul Heaven Records)
- 2021: Shaping Visions (Soulfuric Deep)

### DJ-Mixes
- 1999: Nude Dimensions 1
- 2001: Nite: Life 03
- 2002: Nude Tempo One
- 2003: In The House: West Coast Sessions
- 2003: Southport Weekender
- 2004: Nite: Life 020
- 2004: 24th Street Sounds
- 2005: Get Salted Volume 1
- 2007: Coast2Coast
- 2008: Jack Fridays
- 2009: Get Salted Volume 2
- 2012: House Masters
- 2014: Shadows on the wall